# Seminola
Seminola ist der Titel eines amerikanischen Foxtrottschlagers der beiden Songwriter Harry Warren und Robert King, die auch die englischen Lyrics dichteten.

## Verbreitung

### In den USA
Der Indian Song, auch: Indian Love Song oder Indian Fox-Trot, wie das Lied auf den Notentiteln genannt wird, erschien 1925 im Verlag Skidmore Music Co. Inc. in New York.
Seminola (Indian Fox Trot; Words & Music by Robert King and Harry Warren) war auch in dem von Jacques Adrian zusammengestellten Sammelband The GEM Dance Folio for 1926 enthalten, den der Musikverlag Shapiro, Bernstein & Co., Music Publishers, New York, NY 1925 veröffentlichte.

### In Deutschland
Theo A. Körner schrieb darauf einen deutschen Text, dessen Kehrreim keck “Na, was tut sich?” fragt. Der Schlager, hier als „Foxtrot-Shimmy“ bezeichnet, erschien 1925 im Musikverlag „City“ bei Anton J. Benjamin in Leipzig. Er wurde auch in den Sammelband Nr. 7 der Reihe Zum 5 Uhr Tee aufgenommen, die der Verlag Anton J. Benjamin gemeinsam mit dem Wiener Bohême-Verlag veranstaltete.

## Einordnung
„Seminola“ steht in einer Reihe von Schlagern, die sich wie Na-jo (Navajo), Indianola (beide 1921), Indian Love Call (1924) oder Sue City Sue (Im Sioux-Indianer-Heim, 1925) zumindest im Titel mit den Native Americans beschäftigen. Viele davon versuchen aber, auch in Rhythmik und Melodik Anklänge an indianische Musik zu finden – oder an das, was sich Weiße darunter vorstellten. Manche stellen die Assoziation auch über Personen- (“Winnetou-Onestep”) oder Ortsnamen (“By The Waters Of Minnetonka” ) her.
Spuren einer kulturübergreifenden Verschmelzung von Volksmusik der Indianer Nordamerikas mit der abendländischen Musik finden sich im Bereich der ernsten Musik bei europäischen Komponisten wie Edward MacDowell, Antonín Dvořák und Ferruccio Busoni, aber auch bei Außenseitern des amerikanischen Musiklebens, wie z. B. dem MacDowell-Schüler Arthur Farwell, der zwei Bühnenspiele mit indianischen Themen verfasste, bei dem Liedkomponisten Frederick R. Burton oder bei dem Schöpfer der 1918/19 an der Metropolitan Opera in New York aufgeführten Indianeroper „Shanewis“, Charles Wakefield Cadman.

## Wirkungsgeschichte
In Amerika spielten sowohl Tanzorchester wie die von Jan Garber, Henri Gendron oder Leo Reisman als auch Jazzkapellen wie die Original Indiana Five den Titel auf die Grammophonplatte.
In Großbritannien spielten den Titel die durch ihre Rundfunkübertragungen aus dem Savoy Hotel in London bekannt gewordenen Savoy Orpheans für HMV auf Platte. Auf dem Columbia-Ableger „Regal“ war er vom Corona Dance Orchestra zu hören, das von Stan Greening dirigiert wurde.
“Seminola” wurde auch in Deutschland ein beliebter Schlager, den jazz-orientierte Tanzorchester wie die von Dajos Béla, Otto Dobrindt oder Efim Schachmeister ebenso einspielten wie das „Charleston-Orchester“ des Altsaxophonisten und Klarinettisten Roger Fisbach, das auf Vox zu hören war, oder der deutsch-amerikanische band leader und Violinist Alex Hyde, der den Foxtrot mit seinem „New Yorker Original Jazz Orchester“ gelegentlich seines Besuches in Berlin im Sommer 1925 bei der „Grammophon“ aufnahm.
In Polen fand der Titel 1926 Verwendung in einer Kabarettrevue des Theaters Perskie Oko in Warschau, wo ihn Artur Gold und Jerzy Petersburski mit ihrem Tanzorchester bei „Syrena Record“ aufnahmen. In der Sowjetunion machte der russische Jazzpionier Alexander Naumowitsch Zfasman mit seinem „Ama“-Orchester 1929 eine Aufnahme des Titels für das staatliche label Mus Trust.
“Seminola” erschien auch als Notenrolle für mechanische Musikinstrumente.

## Notenausgaben
- Seminola: an Indian love song: fox trot by Harry Warren and Robert King; orch. by Arthur Lange. For salon orchestra. New York: Skidmore Music Co. Inc., © 1925.
- Seminola: (an Indian love song); Foxtrot-Shimmy von Harry Warren & Robert King. Arr. v. E. Haensch. Für Orchester. Leipzig: Benjamin, © 1925.
- Seminola (Indian Fox Trot; Words & Music by Robert King and Harry Warren), in: The GEM Dance Folio for 1926. compiled by J. Adrian. Contains piano music to 30 fox-trots and waltzes. 64 pp., publ. by Shapiro, Bernstein & Co., Music Publishers, Cor. Broadway & 47th Street, New York, NY 1925.
- Na, was tut sich? (Seminola): Worte von Theo Körner. Musik von Harry Warren & Robert King. Für Gesang und Klavier. 4 Bll., Verlags-Nr. A.J.B.8279. Titel-Illustration von Lobba. Leipzig: Benjamin, © 1925.
- Zum 5 Uhr Tee: 20 ausgewählte Tanz-, Operetten- u. Liederschlager. Band VII. Leipzig: Benjamin, © 1925, Druckplatten-Nr. A.J.B. 8439 (hier S. 16, Nr. 6)

## Tondokumente
1. Amerikanisch
- Seminola: an Indian love song: fox trot by Harry Warren and Robert King. Jan Garber’s Orchestra. Victor 19 689 (Matr. BVE 32 720), rec. 5/29/1925[15]
- Seminola: an Indian love song: fox trot by Harry Warren and Robert King. Leo Reisman Orchestra. Columbia 371-D (Matr. 140.552), rec. 4/26/1925[16]
- Seminola: an Indian love song: fox trot by Harry Warren and Robert King. Henri Gendron and His Strand Roof Orchestra. Edison Diamond Disc 51 570-L (Matr. 10 386), rec. 1925[17]
- Seminola: an Indian love song: fox trot by Harry Warren and Robert King. The Original Indiana Five. Gennett 3060, rec. 5/1/1925, New York, N.Y.[18]

2. Britisch
- Seminola, an Indian love song. Fox-trot (R. King – H. Warren) The Savoy Orpheans at the Savoy Hotel, London. His Master’s Voice B 2052 / 4-175 (Matr. Bb 6120 I)
- Seminola: fox trot (Warren & King) Corona Dance Orchestra. Regal G 8399 (Matr. A 2120)

3. Deutsch
- Seminola (Warren & King) Celebre Orchestra Di Danze Sandor Jozsi [d. i. Dajos Béla] Odeon S.O. 83 688 [italienische Ausgabe], Kapelle Sándor Józsi: Odeon A 44 668 / O-3306 (deutsche Ausgabe), (Matr. xBe 4914), aufgen. 9. Dez. 1925[19]
- Na, was tut sich? (Seminola – An Indian love song) Shimmy (Harry Warren u. Robert King) Orchester Dajos Béla. Odeon AA 50 31 (Matr. xxBo 8672)
- Seminola. Foxtrot (Warren & King) Fisbach’s Charleston-Orchestra. Vox 8080 (Matr. 3061 B), aufgen. Berlin, Dez. 1925
- Seminola (Na, was tut sich?) Shimmy Foxtrot (Harry Warren u. Robert King) Saxophon-Orchester Dobbri Beka B. 5417-II (Matr. 33 219), aufgen. 19. Jänner 1926[20]
- Seminola (Na, was tut sich?) Indian Song (Warren) Efim Schachmeister mit seinem Künstler-Ensemble. Schallplatte “Grammophon” 19 520 / B 60 837 (Matr. ? bk ), aufgen. März 1926[21]
- Seminola. Indian Foxtrot (Warren & King) The Alex Hyde Jazzband. Grammophon/Polydor 20 261 / B 41 517 (Matr. 2049 ½ at), aufgen. Juli 1925[22]

4. Polnisch
- Seminola (R. King & H. Warren) Fox Trot z rewii teatru Perskie Oko “Gdzie diabeł nie może tam babę pośle” [aus der Revue des Perskie Oko Theaters: Wo der Teufel nicht hin kommen kann, dahin schickt er eine Frau] – Ork. A. Golda i J. Petersburskiego [Tanz-Orchester Gold & Petersburski], Syrena Grand Record 584 (Matr. 17 821), nagr. w Warszawie 1926[23]

5. Russisch
- Семинолла, фокстр, исп. Ама Джаз п/упр. Цфасмана А.Н. [Seminolla, Fokstr., isp. Ama Dschas p/upr. Tsfasmana A.H.] Mus Trust Nr. 536 (Matr. 536), aufgen. 1929[24]